# Международные социалисты (Дания)
«Международные социалисты», МС (дат. Internationale Socialister) — небольшая троцкистская организация в Дании, секция Международной социалистической тенденции.

## Краткое описание
МС образовались в 1984 году в результатае откола от партии «Левых социалистов». Имеет влияние, в основном, среди студентов. 
В 1991 году в результате взрыва бомбы в офисе МС погиб один человек; за шокирующим терактом заподозрили след ультраправых групп, но преступление осталось так и не раскрытым полицией. 
После появления в Дании АТТАК на волне полпулярности альтерглобалистского движения, Международные социалисты стали работать с этой организацией (однако затем сотрудничество прекратилось). Активно выступая против войны в Ираке, МС вслед за ведущей партией Международной социалистической тенденции — британской Социалистической рабочей партией — высказывали безусловную, но исключительно тактическую поддержку различным группам иракского сопротивления. 
Конгресс МС в марте 2006 года принял решение о коллективном вхождении в состав Красно-зелёной коалиции, сохраняя собственную организационную структуру. 18 января 2015 года приняли решение о выходе из этой партии.
Издаёт ежемесячную газету «Socialistisk Arbejderavis».